# Elecciones regionales de Ñuble de 2024
Las elecciones regionales de Ñuble de 2024 se realizaron el 26 y 27 de octubre de 2024, así como en todo Chile, en conjunto con las elecciones municipales, para elegir al gobernador y a los consejeros regionales, quienes son responsables de la administración a nivel regional.
Fue la primera vez en que los consejeros regionales fueron elegidos en conjunto con los alcaldes, concejales y gobernadores regionales; anteriormente los consejeros regionales eran elegidos en conjunto con las elecciones presidenciales y parlamentarias.

## Sistema electoral
El gobernador regional es elegido por sufragio universal, en un sistema de segunda vuelta. El margen para resultar electo en la primera ronda de votación es un 40% de los votos válidamente emitidos. Si ninguna candidatura logra el 40% de los votos válidamente emitidos, hay una segunda vuelta entre las dos más votadas.
Dura cuatro años en el ejercicio de sus funciones y puede ser reelegido como máximo en una ocasión.

## División electoral
Cada una de las provincias que componen la región elegirán sus propios consejeros. Se divide en tres circunscripciones provinciales que eligen un distinto número de consejeros y consejeras según su población; Diguillín (8), Itata (4) y Punilla (4).
| Circunscripción provincial | Número de consejeros |
| -------------------------- | -------------------- |
| Diguillín                  | 8                    |
| Itata                      | 4                    |
| Punilla                    | 4                    |
| Total                      | 16                   |

La modalidad de elección es proporcional por listas, distribuyendo los escaños según el cálculo D'Hondt.

## Listas y pactos
| Pacto                                        | Pacto                                               | Partido                              |
| Gobernadores                                 | Consejeros regionales                               | Partido                              |
| -------------------------------------------- | --------------------------------------------------- | ------------------------------------ |
| D. Demócratas e Independientes               | R. Centro Democrático                               | Demócratas                           |
| J. Amarillos e Independientes                | R. Centro Democrático                               | Amarillos por Chile                  |
| F. Partido Social Cristiano e Independientes | F. Partido Social Cristiano e Independientes        | Partido Social Cristiano             |
| L. Tu Región Radical                         | L. Tu Región Radical                                | Partido Radical                      |
| M. Regiones Verdes Liberales                 | M. Regiones Verdes Liberales                        | Federación Regionalista Verde Social |
| M. Regiones Verdes Liberales                 | M. Regiones Verdes Liberales                        | Partido Liberal                      |
| O. Por Chile y sus Regiones                  | C. Todas y Todos por Chile                          | Partido Comunista                    |
| O. Por Chile y sus Regiones                  | C. Todas y Todos por Chile                          | Acción Humanista                     |
| O. Por Chile y sus Regiones                  | N. Lo Mejor para Chile                              | Partido Socialista                   |
| O. Por Chile y sus Regiones                  | N. Lo Mejor para Chile                              | Partido por la Democracia            |
| O. Por Chile y sus Regiones                  | S. Frente Amplio                                    | Frente Amplio                        |
| P. Partido de la Gente e Independientes      | P. Partido de la Gente e Independientes             | Partido de la Gente                  |
| Q. Por un Chile Mejor                        | Q. Por un Chile Mejor                               | Partido Demócrata Cristiano          |
| X. Ecologistas, Animalistas e Independientes | X. Ecologistas, Animalistas e Independientes        | Partido Alianza Verde Popular        |
| Y. Republicanos e Independientes             | Y. Republicanos e Independientes                    | Partido Republicano                  |
| Z. Chile Vamos                               | I. Chile Vamos Renovación Nacional - Independientes | Renovación Nacional                  |
| Z. Chile Vamos                               | V. Chile Vamos UDI - Independientes                 | Unión Demócrata Independiente        |
| Z. Chile Vamos                               | W. Chile Vamos Evópoli - Independientes             | Evolución Política                   |

## Resultados

### Gobernador regional

#### Primera vuelta
|  | 41,22 % |

|  | 14,25 % |

|  | 13,38 % |

|  | 13,37 % |

|  | 6,44 % |

|  | 5,87 % |

|  | 5,46 % |

|  | 82,91 % |

|  | 8,92 % |

|  | 8,17 % |

|  | 100 % |

|  | 89,21 % |

### Consejeros regionales
|  | 12,05 % |

|  | 1,36 % |

|  | 13,41 % |

|  | 8,05 % |

|  | 1,59 % |

|  | 2,31 % |

|  | 1,41 % |

|  | 13,36 % |

|  | 12,66 % |

|  | 12,66 % |

|  | 6,68 % |

|  | 5,46 % |

|  | 12,14 % |

|  | 3,75 % |

|  | 5,48 % |

|  | 9,23 % |

|  | 1,32 % |

|  | 6,13 % |

|  | 7,45 % |

|  | 1,29 % |

|  | 0,79 % |

|  | 0,94 % |

|  | 2,82 % |

|  | 5,84 % |

|  | 3,29 % |

|  | 1,57 % |

|  | 4,86 % |

|  | 1,73 % |

|  | 0,92 % |

|  | 2,19 % |

|  | 4,84 % |

|  | 3,22 % |

|  | 0.59 % |

|  | 3,81 % |

|  | 3,55 % |

|  | 3,55 % |

|  | 3,23 % |

|  | 3,23 % |

|  | 3,01 % |

|  | 3,01 % |

|  | 2,61 % |

|  | 2,61 % |

|  | 74,91 % |

|  | 12,47 % |

|  | 12,62 % |

|  | 89,21 % |

### Consejeros electos

Distribución de escaños del Consejo Regional de Ñuble, período 2025-2029.
Chile Vamos (6):
UDI
RN Alianza de Gobierno (5):
PS
PR Sin coalición (5)
PDC
PRCh
PSC

Diguillín
| Candidatos/as                                       | Pacto | Partido | Votos | %     |
| Carlos Chandía Bravo                                | ChV   | UDI     | 5988  | 3,26% |
| Barbara Hennig Godoy                                | ChV   | RN      | 4910  | 2,68% |
| Geraldine Aravena Godoy                             | PSC   | PSC     | 3010  | 1,64% |
| Mario Urra Zambrano                                 | PDC   | Ind     | 7424  | 4,05% |
| Daniela Guzmán Yévenes                              | AG    | PS      | 6194  | 3,38% |
| Marcelo Cifuentes Cifuentes                         | AG    | PS      | 4590  | 2,50% |
| Maria Acuña Olivera                                 | PRCh  | PRCh    | 8670  | 4,73% |
| Christopher Casanova González                       | PRCh  | PRCh    | 4129  | 2,25% |
| Resultados al 100% de las mesas escrutadas (Servel) |       |         |       |       |

Itata
| Candidatos/as                                       | Pacto | Partido | Votos | %      | Información adicional |
| Dalibor Franulic Muñoz                              | ChV   | RN      | 2914  | 7,05%  |                       |
| Carlos Garrido Cárcamo                              | ChV   | UDI     | 2925  | 7,07%  |                       |
| Iter Stuardo Malverde                               | PDC   | Ind     | 5510  | 13,33% | Reelecto              |
| Wilson Ponce Hernández                              | AG    | Ind-PR  | 4172  | 10,09% |                       |
| Resultados al 100% de las mesas escrutadas (Servel) |       |         |       |        |                       |

Punilla
| Candidatos/as                                       | Pacto | Partido | Votos | %      | Información adicional |
| Sergio Ruiz Aedo                                    | ChV   | Ind-RN  | 5597  | 7,74%  |                       |
| Lorena Jardua Campos                                | ChV   | UDI     | 8802  | 12,17% |                       |
| Pablo Jiménez Acuña                                 | AG    | PS      | 3890  | 5,38%  |                       |
| Arnoldo Jiménez Venegas                             | AG    | Ind-PR  | 7422  | 10,26% | Reelecto              |
| Resultados al 100% de las mesas escrutadas (Servel) |       |         |       |        |                       |